# Jean Zeschke

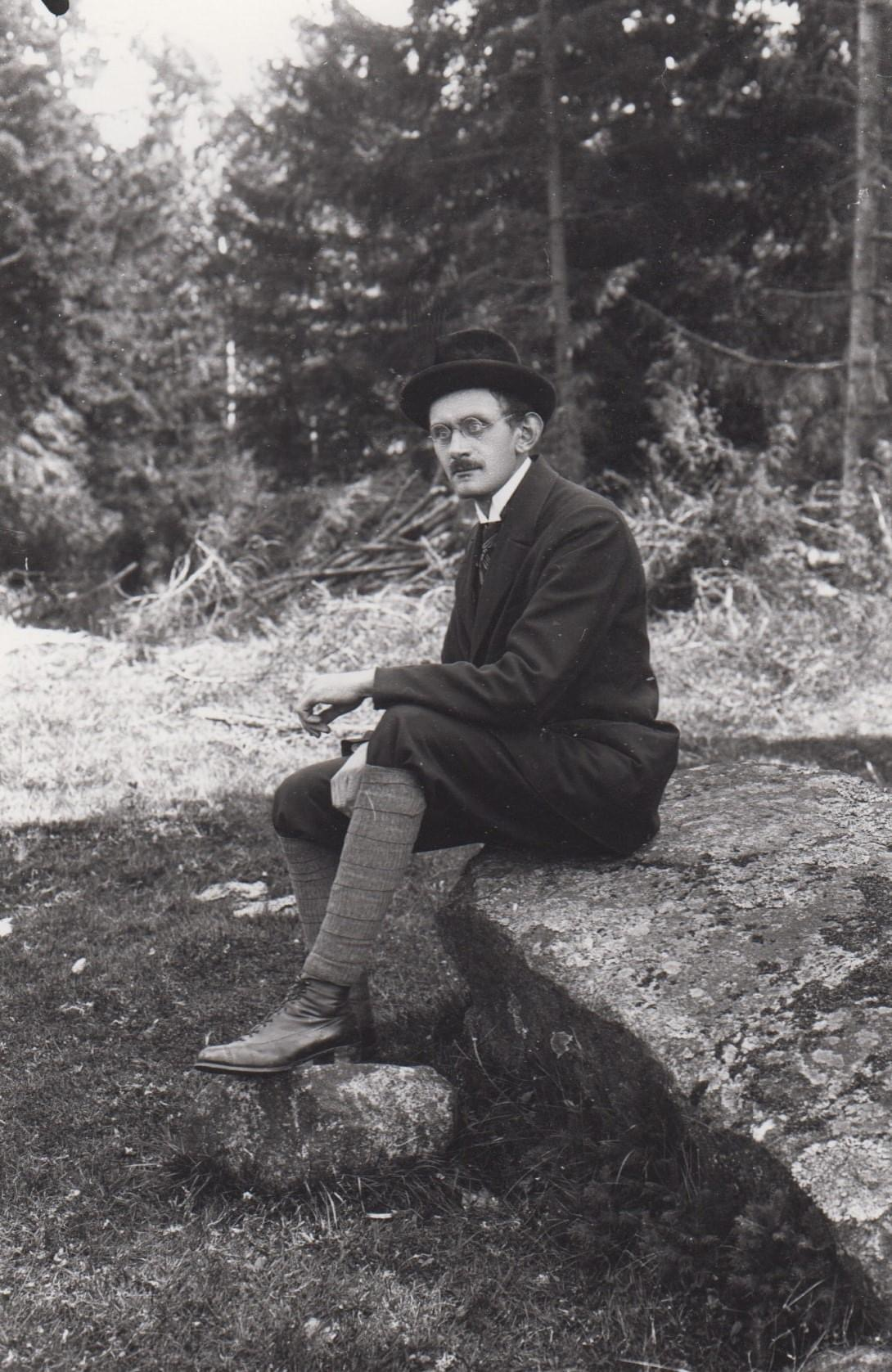
Jean Zschke, självporträtt.

Jean Zeschke, född 20 juli 1890 i Berlin, Preussen, Tyskland och död 6 mars 1976 i Björkvik i Södermanlands län, var en tysk-svensk fotograf. 
Han kom till Sverige 1920 där han var verksam som bygdefotograf i Björkviks socken.
Efter Zeschkes  bortgång 1976 upptäcktes närmare 6000 glasplåtar i kökssoffan i hans bostad som räddades till eftervärlden av Björkviks hembygdsförening.
1993 anordnade Sörmlands museum en utställning med ett urval av hans bilder.

## Källa
- Katrineholms-Kuriren